# 国際連合シエラレオネ派遣団
国際連合シエラレオネ派遣団（こくさいれんごうシエラレオネはけんだん United Nations Mission in Sierra Leone,UNAMSIL）はシエラレオネに展開した国際連合平和維持活動。1999年10月22日の国際連合安全保障理事会決議1270によって設立されたものであり、国際連合シエラレオネ監視団(UNOMSIL)を拡大し、シエラレオネ内戦の収拾を図るものである。

## 概要
1991年に勃発したシエラレオネ内戦は、紆余曲折を経て1999年7月に和平合意に漕ぎ着けた。国際連合はUNOMSILを展開し、和平構築支援を行なっていたが、これは陣容不足であったために、1999年10月22日の決議1270により平和維持軍も含めた大規模なPKOである国際連合シエラレオネ派遣団(UNAMSIL)が設立された。
シエラレオネには平和維持軍として西アフリカ諸国経済共同体(ECOWAS)の多国籍軍(ECOMOG)が展開していたが、それでも国連要員の安全が確保できなかったことと、ECOMOG主力のナイジェリア軍などが撤退縮小することとなっていたために、UNAMSILはECOMOGの残存部隊を編入し、自身で平和維持軍を持つこととなった。UNAMSILの軍事部門には、アフリカ外からも部隊が派遣されている。
UNAMSILの任務は、シエラレオネ政府と協力して和平合意を遂行させることと、武装勢力の武装・動員解除、再統合(DDR)を進めること、停戦を監視すること、国連要員の安全を確保すること、各勢力の信頼醸成をすすめること、人道支援を実施すること、民主的な選挙の支援などである。
UNAMSILはECOMOGを引き継いだこともあり、革命統一戦線(RUF)との衝突が絶えなかった。そのため、当初8,000名規模であったが2000年2月には11,000名へ定員が拡大されている。
2000年5月1日にRUFがUNAMSILの部隊を包囲、UNAMSIL要員約500名が拘束される事態が発生した。5月17日にはRUF指導者のアハメド・フォディ・サンコーが逮捕される。5月19日には国際連合安全保障理事会決議1299により、UNAMSILが13,000名まで拡大されることとなった。拘束されていたUNAMSIL要員はリベリアの仲介により、5月一杯で解放された。この後も、武力衝突によりUNAMSIL要員の拘束・殺害される事態が散発的に続くこととなる。8月にはウエスト・サイド・ボーイズを名乗る勢力にイギリス人兵士が拘束され、9月にはイギリス軍がこれを実力で解放する事件が発生している。
この後も、UNAMSILは平和強制活動などを実施し、国際連合も7月の国際連合安全保障理事会決議1306によりダイヤモンド交易の監視措置の強化を実施している。また、RUFを支援しているリベリアにも圧力が掛けられた。これらの結果、2001年5月に再度停戦合意が結ばれ、武装解除活動も再開された。この後の活動は順調で2002年1月には武装解除が終了した。2002年5月には大統領選挙も行なわれ、アフマド・テジャン・カバーが再選されている。情勢の平穏化に伴い、UNAMSILは2005年12月をもって解散し、2006年1月に国際連合シエラレオネ統合事務所(United Nations Integrated Office for Sierra Leone,UNIOSIL)が設置された。